# Tarnica (kulle)
Tarnica är en kulle i Antarktis. Den ligger i Sydshetlandsöarna. Argentina, Chile och Storbritannien gör anspråk på området. Toppen på Tarnica är 115 meter över havet.
Terrängen runt Tarnica är huvudsakligen kuperad, men åt sydost är den platt. Havet är nära Tarnica åt nordost. Trakten är glest befolkad. Närmaste befolkade plats är Commandante Ferraz Station, 11,2 kilometer norr om Tarnica. 